# Ясне (Луганський район)
Ясне (в минулому — Ворошилова) — селище в Україні, у Лутугинській міській громаді Луганського району Луганської області.
Населення становить 339 осіб.

## Географія

### Клімат
| Клімат Ясного             | Клімат Ясного | Клімат Ясного | Клімат Ясного | Клімат Ясного | Клімат Ясного | Клімат Ясного | Клімат Ясного | Клімат Ясного | Клімат Ясного | Клімат Ясного | Клімат Ясного | Клімат Ясного | Клімат Ясного |
| Показник                  | Січ.          | Лют.          | Бер.          | Квіт.         | Трав.         | Черв.         | Лип.          | Серп.         | Вер.          | Жовт.         | Лист.         | Груд.         | Рік           |
| Середній максимум, °C     | −2,9          | −2,3          | 2,9           | 14,4          | 21,7          | 25,7          | 27,5          | 26,7          | 20,7          | 12,4          | 4,5           | 0,1           | 12            |
| Середня температура, °C   | −6            | −5,5          | −0,5          | 9,5           | 16,2          | 20,2          | 22,1          | 21,2          | 15,5          | 8,3           | 1,7           | −2,6          | 8             |
| Середній мінімум, °C      | −9            | −8,7          | −3,9          | 4,7           | 10,8          | 14,8          | 16,7          | 15,7          | 10,4          | 4,3           | −1,1          | −5,2          | 4             |
| Норма опадів, мм          | 41            | 31            | 29            | 41            | 45            | 63            | 56            | 41            | 37            | 30            | 44            | 48            | 506           |
| ------------------------- | ------------- | ------------- | ------------- | ------------- | ------------- | ------------- | ------------- | ------------- | ------------- | ------------- | ------------- | ------------- | ------------- |
| Джерело: climate-data.org |               |               |               |               |               |               |               |               |               |               |               |               |               |

## Історія
12 червня 2020 року, відповідно до Розпорядження Кабінету Міністрів України № 717-р «Про визначення адміністративних центрів та затвердження територій територіальних громад Луганської області», увійшло до складу Лутугинської міської територіальної громади.
19 липня 2020 року, в результаті адміністративно-територіальної реформи та ліквідації  Лутугинського району, увійшло до складу новоутвореного Луганського району.